# Cosa Nostra – Erzfeind des FBI
Cosa Nostra – Erzfeind des FBI (Originaltitel: Cosa Nostra, Arch Enemy of the F.B.I.) ist ein US-amerikanischer Thriller aus dem Jahr 1967 von Don Medford. Das Drehbuch verfasste Norman Jolley. Es handelt sich dabei eigentlich nur um einen Zusammenschnitt mehrerer Folgen der Fernsehserie FBI, wurde aber in Europa als eigenständiger Kinofilm herausgebracht.
Die Hauptrollen sind mit Efrem Zimbalist, Jr., Philip Abbott, Walter Pidgeon und Telly Savalas besetzt. Seine Uraufführung erlebte die Produktion 1967 als Fernsehfilm im amerikanischen Fernsehen. In der Bundesrepublik Deutschland war er erstmals am 22. September 1967 im Kino zu sehen.

## Handlung
Leo Roland, einer der Führer der amerikanischen Cosa Nostra, steht als Zeuge in einem Betrugsprozess vor Gericht. Dabei verweigert er die Aussage. Aber ein Friseur, der um die Affäre weiß, kann ihm gefährlich werden. Deshalb beschließt das Führungsgremium der Cosa Nostra, den Mann beseitigen zu lassen. Paul, der Adoptivsohn von Ed Clementi, eines anderen Cosa-Nostra-Bosses, Deckname „Amor“, übernimmt, wie schon so oft, diesen Mordauftrag und erledigt den Mitwisser mit zwei Schüssen ins Herz.
Jetzt schaltet sich das FBI unter der Leitung von Lewis Erskine ein und nimmt mit Hilfe der modernsten technischen Mittel eine Spur auf. Ein Killer wird festgenommen und gesteht im Verhör einen Namen: Ed Clementi! Dieser soll nun auf Leo Rolands Befehl wiederum von Paul Clementi gegen 50.000 Dollar „erledigt“ werden. In einem Winterkurort in Pennsylvania kommt es dann zur tödlichen Auseinandersetzung. Mit Paul Clementi erscheint Leo Roland, weil sich Paul nach der Erledigung seines Auftrages nach Europa absetzen und Chris, die Tochter von Leo, als seine Frau mitzunehmen beabsichtigt. Auch das FBI hat die Spur von „Amor“ bis hierher verfolgen können. Paul kann in letzter Sekunde seine Adoptiveltern nicht erschießen und tötet – durch einen Schrei von Chris gewarnt – deren Vater. Daraufhin wird er von FBI-Beamten niedergestreckt. Ed Clementi verlässt den Ort als Nervenkranker.

## Kritiken
Der Evangelische Film-Beobachter fasst seine Kritik so zusammen: „Ein halbdokumentarischer, spannender Film gegen die italo-amerikanische Verbrecherorganisation Cosa Nostra […]. Er zeigt klar den fast hoffnungslosen Kampf des FBI gegen die organisierten Gangster. […] Ein demaskierender, etwas pessimistischer Streifen über einen Kampf ohne Ende. Ohne Bedenken ab 16 Jahren.“ Das Lexikon des internationalen Films nennt den Film kurz und knapp eine „spannende Unterhaltung“.